# Filip (apostol)

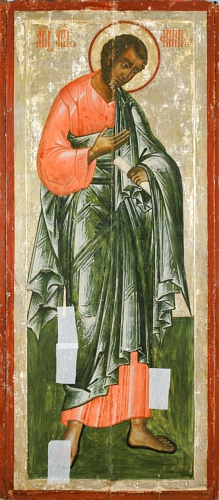
Icoană ortodoxă rusească a Sfântului Apostol Filip, secolul al XVIII-lea

Filip (n. 5 d.Hr., Betsaida, Districtul de Nord, Israel – d. 80 d.Hr., Hierapolis⁠(d), Provincia Denizli, Turcia) este unul din cei doisprezece apostoli ai lui Iisus, originar din satul Betsaida (ca și apostolii Petru și Andrei), de meserie pescar. Apostolul Filip este menționat în Evanghelii: Matei 10:2-4; Marcu 3:14-19; Luca 6:13-16.
În tinerețe ar fi făcut o călătorie misionară prin Asia Mică și Balcani. Ar fi murit martirizat prin crucificare în anul 80 d.Hr. la Hierapolis, în Frigia (azi: Pamukkale în Turcia), la vârsta de 75 de ani. 